# Paramunna lunata
Paramunna lunata är en kräftdjursart som först beskrevs av Hale 1937.  Paramunna lunata ingår i släktet Paramunna och familjen Paramunnidae. Inga underarter finns listade i Catalogue of Life.